# جويل إتش. كوبر
جويل إتش. كوبر هو محامي وسياسي أمريكي، ولد في 1841، وتوفي في 1 أكتوبر 1899. نشط حزبياً في الحزب الديمقراطي. وقد انتخب عضو جمعية ولاية كاليفورنيا ‏.